# Vlaka (Slivno)
Vlaka je naselje u Republici Hrvatskoj, u sastavu Općine Slivno, Dubrovačko-neretvanska županija. 

## Stanovništvo
Prema popisu stanovništva iz 2001. godine, naselje je imalo 302 stanovnika te 88 obiteljskih kućanstava. Po popisu iz 2011. u Vlaci su 294 stanovnika.
| broj stanovnika |       |       |       |       |       |       |       |       | 14    | 18    | 29    | 49    | 114   | 158   | 302   | 294   | 268   |
|                 | 1857. | 1869. | 1880. | 1890. | 1900. | 1910. | 1921. | 1931. | 1948. | 1953. | 1961. | 1971. | 1981. | 1991. | 2001. | 2011. | 2021. |

## Crkva Gospe od Zdravlja
Gradnja crkve započela je 1983., a podignuta je za vrijeme župnika don Ljube Pavića 1990. Nacrt je izradila arhitektica Josipa Šponar Muth, a interijer arh. Marina Hren. Blagoslovio ju je 1. srpnja 1990. nadbiskup iz Paderborna Johannes Joachim Degenhardt, jedan od najvećih dobrotvora crkve. Ima oblik kružnog isječka. U prizemlju je pastoralni centar površine 600 m2, župni ured i stan za župnika i njegova pomoćnika, te dvorane i druge pastoralne prostorije. Sama crkva iznad prizemlja ima površinu 430 m2. Na mjestu ove crkve prije nje postojala je župna kapela u kući kupljenoj 1963. za vrijeme župnika don Jure Naranče. Tri godine poslije na katu je uređen župni stan. Cijela je građevina srušena 1989. kako bi se dobio prostor za sadašnju crkvu.